# 엘리자베트 괴르글
엘리자베트 괴르글(독일어: Elisabeth Görgl, 1981년 2월 20일~)은 오스트리아의 알파인 스키 선수이다. 2006년, 2010년, 2014년 동계 올림픽에 참가했으며 2010년 밴쿠버 동계 올림픽에서 여자 활강과 대회전 부문 동메달을 획득했다. 또한 2011년 세계 선수권 대회에서 활강과 슈퍼대회전 부문 우승을 차지했다.

## 개인사
어머니는 1960년대 오스트리아 국가대표로 활동하여 올림픽 동메달을 획득한 알파인 스키 선수인 트라우틀 헤허이다.